# Eurovision Song Contest's Greatest Hits
L'Eurovision Song Contest's Greatest Hits (anche conosciuto come Eurovision's Greatest Hits), in italiano Migliori successi dell'Eurovision, è stato un programma televisivo trasmesso il 31 marzo 2015, organizzato dall'Unione europea di radiodiffusione (UER), e creato dalla British Broadcasting Corporation (BBC) per commemorare il 60º anniversario della nascita dell'Eurovision Song Contest. Molti paesi europei, e non, avevano confermato che avrebbero mandato in onda lo spettacolo in varie date, tra i quali anche l'Australia, che come guest star, aveva partecipato all'edizione del 2015.

## Organizzazione

### Idea iniziale
Lo show, annunciato il 22 ottobre 2014, è stato organizzato dall'UER in collaborazione con la BBC per celebrare i sessant'anni dell'Eurovision Song Contest, rifacendosi a Congratulations: 50 Years of the Eurovision Song Contest che ha avuto luogo nel 2005 per il cinquantenario del concorso.

### Luogo e presentatori

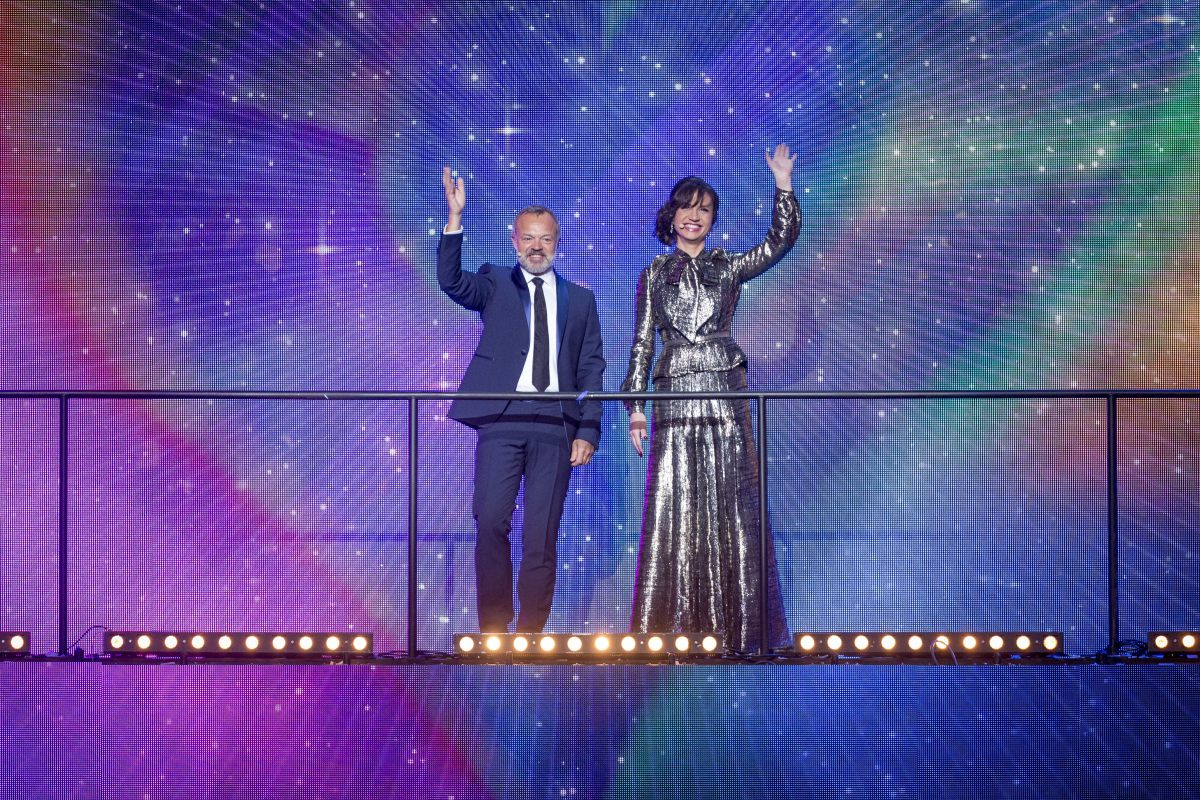
I presentatori della serata: Graham Norton e Petra Mede

Il concerto d'anniversario fu mandato in onda il 31 marzo 2015 ed è stato ospitato nel teatro Eventim Apollo di Londra, Regno Unito. La capitale inglese era stata luogo di molti eventi legati all'Eurovision anche precedentemente: oltre a quattro edizioni del concorso (1960, 1963, 1968 e 1977), ha ospitato anche l’Eurovision Dance Contest 2007.
Il 3 febbraio, invece, è stato annunciato che i presentatori dell'evento sarebbero stati Graham Norton, noto conduttore televisivo e comico irlandese, ricordato in patria, soprattutto, come commentatore per il Regno Unito nell'Eurovision, e Petra Mede, conduttrice televisiva, comica e danzatrice svedese, famosa per aver condotto il Melodifestivalen del 2009 e l'Eurovision Song Contest del 2013 a Malmö.

### Biglietti
I biglietti per il concerto di anniversario erano in vendita dalle 10:15 (GMT) di venerdì 6 febbraio 2015 attraverso il sito della BBC e il sito web ufficiale dell'Eurovision Song Contest.

### Show
Allo show hanno partecipato 15 artisti, vincitori o no negli anni passati, provenienti da 13 paesi, che hanno ricantato le canzoni che li hanno resi famosi e che hanno riportato alla mente bellissimi ricordi legati all'Eurovision. Tra un'esibizione e l'altra, inoltre, venivano proiettati su uno schermo dei video montaggi che ricordavano altre indimenticabili esibizioni, quali ad esempio: quella di Céline Dion, una delle più famose, quella di Cliff Richard e molte altre.
Tra il pubblico, come ospite d'onore, era presente anche la prima vincitrice assoluta dell'Eurovision Song Contest del 1956: Lys Assia, che rappresentò la Svizzera.
Per quanto riguarda poi il famoso Interval Act, era stato confermato il 22 marzo che si sarebbe trattato di Riverdance, la famosissima danza irlandese che stupisce da sempre.
Lo show si è concluso con un medley di alcune delle canzoni più famose, da parte di tutti i partecipanti (in ordine): Hallelujah di Gali Atari e Milk & Honey (1979), Nel blu dipinto di blu (Volare) di Domenico Modugno (1958), Making Your Mind Up dei Bucks Fizz (1981) e "Waterloo" degli ABBA (1974), la più gettonata, con la quale si è data la "Buona Notte" all'Europa.

## Paesi partecipanti
Le performance durante la serata sono state quindici, con artisti provenienti da tredici paesi europei:
| Ordine d'entrata | Anno | Paese       | Lingua                     | Artista/Gruppo     | Canzone                       | Posizione nell'Eurovision |
| ---------------- | ---- | ----------- | -------------------------- | ------------------ | ----------------------------- | ------------------------- |
| 01               | 2013 | Danimarca   | Inglese                    | Emmelie de Forest  | Only Teardrops                | 1º (vincitore)            |
| 02               | 1973 | Lussemburgo | Francese, Inglese          | Anne-Marie David   | Tu te reconnaîtras            | 1º (vincitore)            |
| 03               | 1984 | Svezia      | Inglese, Svedese           | Herreys            | Diggi-Loo Diggi-Ley           | 1º (vincitore)            |
| 04               | 1998 | Israele     | Ebraico                    | Dana International | Diva                          | 1º (vincitore)            |
| 05               | 2000 | Danimarca   | Inglese                    | Olsen Brothers     | Fly on the Wings of Love      | 1º (vincitore)            |
| 06               | 1976 | Regno Unito | Inglese                    | Brotherhood of Man | Save Your Kisses for Me       | 1º (vincitore)            |
| 07               | 1968 | Spagna1     | Spagnolo                   | Rosa López         | La, la, la2                   | 1º (vincitore)            |
| 07               | 1969 | Spagna1     | Spagnolo                   | Rosa López         | Vivo cantando3                | 1º (vincitore)            |
| 07               | 1973 | Spagna1     | Spagnolo                   | Rosa López         | Eres tú4                      | 2º                        |
| 07               | 2002 | Spagna1     | Spagnolo, Inglese          | Rosa López         | Europe's Living a Celebration | 7º                        |
| 08               | 1982 | Germania    | Inglese, Italiano, Tedesco | Nicole             | Ein Bißchen Frieden           | 1º (vincitore)            |
| 09               | 2006 | Finlandia   | Inglese                    | Lordi              | Hard Rock Hallelujah          | 1º (vincitore)            |
| 10               | 2001 | Francia     | Francese, Inglese          | Natasha St-Pier    | Je n'ai que mon âme           | 4º                        |
| 11               | 2008 | Russia1     | Inglese                    | Dima Bilan         | Believe                       | 1º (vincitore)            |
| 11               | 2006 | Russia1     | Inglese                    | Dima Bilan         | Never Let You Go              | 2º                        |
| 12               | 1985 | Norvegia    | Norvegese, Inglese         | Bobbysocks         | La det swinge                 | 1º (vincitore)            |
| 13               | 2012 | Svezia      | Inglese                    | Loreen             | Euphoria                      | 1º (vincitore)            |
| 14               | 1980 | Irlanda1    | Inglese                    | Johnny Logan       | What's Another Year           | 1º (vincitore)            |
| 14               | 1992 | Irlanda1    | Inglese                    | Johnny Logan       | Why Me?5                      | 1º (vincitore)            |
| 14               | 1987 | Irlanda1    | Inglese                    | Johnny Logan       | Hold Me Now                   | 1º (vincitore)            |
| 15               | 2014 | Austria     | Inglese                    | Conchita Wurst     | Rise like a Phoenix           | 1º (vincitore)            |

## Trasmissione internazionale
Il programma non è andato in diretta in tutta Europa, perciò ciascun paese che ha partecipato alla trasmissione del programma ha potuto scegliere una data conveniente per gli orari di trasmissione.
Il programma è stato trasmesso fino in Australia, in quanto partecipante dell'Eurovision Song Contest 2015.
| Data di trasmissione   | Paese                             | Stazione                    | Commentatori                       |
| ---------------------- | --------------------------------- | --------------------------- | ---------------------------------- |
| 3 aprile 2015          | Irlanda                           | RTÉ2                        | Nessuno                            |
| 3 aprile 2015          | Regno Unito                       | BBC One                     | Nessuno                            |
| 4 aprile 2015          | Belgio ( Fiandre)                 | Één                         | Peter Van de Veire                 |
| 4 aprile 2015          | Islanda                           | RÚV                         | Nessuno                            |
| 4 aprile 2015          | Norvegia                          | NRK1                        | Nessuno                            |
| 4 aprile 2015          | Finlandia ( Svedesi di Finlandia) | Yle Fem                     | Sarah Dawn Finer Christer Björkman |
| 4 aprile 2015          | Svezia                            | SVT1 SVT World              | Sarah Dawn Finer Christer Björkman |
| 5 aprile 2015          | Albania                           | RTSH                        | Nessuno                            |
| 5 aprile 2015          | Russia                            | C1R                         | Nessuno                            |
| 5 aprile 2015          | San Marino                        | SMRTV                       | Nessuno                            |
| 11 aprile 2015         | Finlandia                         | Yle TV2                     | Nessuno                            |
| 11 aprile 2015         | Israele                           | Channel 1                   | Nessuno                            |
| 13 aprile 2015         | Bulgaria                          | BNT1                        | Nessuno                            |
| 19 aprile 2015         | Bulgaria                          | BNT2                        | Nessuno                            |
| 25 aprile 2015         | Lettonia                          | LTV1                        | Aigars Rozenbergs                  |
| 26 aprile 2015         | Portogallo                        | RTP1                        | Júlio Isidro                       |
| 2 maggio 2015          | Slovenia                          | TV SLO 1                    | Nessuno                            |
| 4 maggio 2015          | Regno Unito                       | BBC Radio 2                 | Graham Norton                      |
| 12 maggio 2015         | Belgio ( Vallonia)                | La Une                      | Jean-Louis Lahaye Maureen Louys    |
| 16 maggio 2015         |                                   |                             |                                    |
| Danimarca              | DR1                               | Ole Tøpholm                 |                                    |
| Germania               | NDR MDR                           | Peter Urban                 |                                    |
| Grecia                 | NERIT 1 NERIT HD                  | Sottotitoli in lingua greca |                                    |
| Romania                | TVR1 TVR HD                       | Nessuno                     |                                    |
| 17 maggio 2015         | Austria                           | ORF 1                       | Andi Knoll                         |
| 19 maggio 2015         | Svizzera                          | SRF zwei (1ª parte)         | Nessuno                            |
| 20 maggio 2015         | Francia                           | France 2                    | Natasha St-Pier                    |
| 21 maggio 2015         | Svizzera                          | SRF zwei (2ª parte)         | Nessuno                            |
| 21 maggio 2015         | Australia                         | SBS One                     | Nessuno                            |
| 22 maggio 2015         | Estonia                           | ETV                         | Nessuno                            |
| 22 maggio 2015         | Germania                          | EinsFestival                | Peter Urban                        |
| 23 maggio 2015         | Serbia                            | RTS                         | Nessuno                            |
| 23 maggio 2015         | Spagna                            | La 1                        | José María Íñigo Julia Varela      |
| Trasmissioni rifiutate | Armenia                           | ARMTV                       | Trasmissioni rifiutate             |
| Trasmissioni rifiutate | Rep. Ceca                         | ČT                          | Trasmissioni rifiutate             |
| Trasmissioni rifiutate | Lussemburgo                       | RTL                         | Trasmissioni rifiutate             |
| Trasmissioni rifiutate | Macedonia                         | MKRTV                       | Trasmissioni rifiutate             |
| Trasmissioni rifiutate | Paesi Bassi                       | AVROTROS                    | Trasmissioni rifiutate             |
| Trasmissioni rifiutate | Ucraina                           | NTU                         | Trasmissioni rifiutate             |

## Paesi che non hanno trasmesso il programma
Paesi che hanno trasmesso il programma
     Paesi che non hanno trasmesso il programma
     Paesi le cui emittenti si sono rifiutate

Mappa riassuntiva dei paesi, che hanno trasmesso (e non), il programma:
Paesi che hanno trasmesso il programma
Paesi che non hanno trasmesso il programma
Paesi le cui emittenti si sono rifiutate

La seguente lista contiene i paesi membri dell'UER che avevano annunciato che non avrebbero trasmesso il programma:
- Algeria
- Andorra
- Azerbaigian
- Bielorussia
- Bosnia ed Erzegovina
- Croazia
- Cipro
- Città del Vaticano
- Egitto
- Georgia
- Giordania
- Italia
- Libano
- Libia
- Lituania
- Malta
- Moldavia
- Monaco
- Montenegro
- Marocco
- Polonia
- Slovacchia
- Tunisia
- Turchia
- Ungheria